# Next Generation ATP Finals 2018
Next Generation ATP Finals 2018 představoval jeden ze dvou závěrečných tenisových turnajů mužské profesionální sezóny 2018 pro sedm nejvýše postavených mužů do 21 let věku ve dvouhře žebříčku ATP (Emirates ATP Race to Milan) a jednoho hráče startujícího na divokou kartu.
Druhou závěrečnou událostí se stal navazující Turnaj mistrů hraný v Londýně, kde triumfoval Němec Alexander Zverev odhlášený z milánské akce. Druhým odstoupivším se stal Kanaďan Denis Shapovalov pro vyčerpání v závěru sezóny.
Exhibiční turnaj se odehrával ve dnech 6. až 10. listopadu 2018 v italském Miláně. Dějištěm konání byla hala Fieramilano, součást výstaviště Fiera Milano, s instalovaným dvorcem s tvrdým povrchem. Celková dotace i prize money činily 1 335 000 amerických dolarů a hráči neobdrželi žádné body do žebříčku ATP.
Formát téměř kopíroval složení Turnaje mistrů, s dvěma čtyřčlennými skupinami, z nichž první dva postoupili do semifinále. Vítězové semifinálových duelů se střetli ve finále a na poražené čekal zápas o třetí místo.
Titul získal 20letý Řek a světová patnáctka Stefanos Tsitsipas, jenž vyhrál všech pět zápasů. V zápase o třetí místo zvítězil Rus Andrej Rubljov.

## Upravená pravidla
Turnaj se odehrával ve formátu rychlého tenisu Fast4, se sety na čtyři gamy, bez výhod v jejich průběhu a s pokračováním výměny po doteku míče na podání. K výhře bylo potřeba tří vítězných sad. Časomíra na dvorci zajistila rozehrání výměny podáním do 25 sekund od zahlášení stavu rozhodčím. Soupeři měli povolenou maximálně jednu zdravotní přestávku (medical timeout) na zápas a omezeno bylo koučování ze strany trenérů. Publikum se smělo při zápase pohybovat, vyjma prostoru kolem základních čar. Hlášení autů probíhalo elektronickým systémem jestřábího oka, s možností hráčovy výzvy a kontroly na obrazovce při zahlášení přešlapu nohou na servisu (foot fault).

## Finanční odměny
| Finanční odměny                                                                                        | Finanční odměny  |
| Fáze                                                                                                   | dvouhra          |
| --- | ---------------- |
| neporažený vítěz                                                                                       | 407 000 $        |
| bonus neporaženého vítěze                                                                              | vítěz + 24 000 $ |
| vítěz                                                                                                  | ZS + 235 000 $   |
| finalista                                                                                              | ZS + 130 000 $   |
| 3. místo                                                                                               | ZS + 78 000 $    |
| 4. místo                                                                                               | ZS + 52 000 $    |
| za každou výhru v ZS                                                                                   | 32 000 $         |
| startovné                                                                                              | 52 000 $         |
| náhradník                                                                                              | 16 000 $         |
| Poznámky                                                                                               |                  |
| - částky uváděny v amerických dolarech ($) - celkový rozpočet 1 335 000 dolarů - ZS – základní skupina |                  |

## Kvalifikační kritéria
Sedm tenistů ve věku do 21 let získalo pozvání na základě nejvyššího postavení v singlovém žebříčku ATP, počítaném od ledna daného roku – Emirates ATP Race to Milan. Osmé místo bylo uděleno ve formě divoké karty. Věkově způsobilými tak byli tenisté narození v roce 1997 a později.
Nejmladším účastníkem se stala 19letá australská jednička Denis Shapovalov, jakožto jediný teenager v soutěži. Divokou kartu obdržel vítěz národního kvalifikačního turnaje, Ital Liam Caruana.
| Konečný žebříček Emirates ATP Race to Milan (29. října 2018) | Konečný žebříček Emirates ATP Race to Milan (29. října 2018) | Konečný žebříček Emirates ATP Race to Milan (29. října 2018) | Konečný žebříček Emirates ATP Race to Milan (29. října 2018) | Konečný žebříček Emirates ATP Race to Milan (29. října 2018) | Konečný žebříček Emirates ATP Race to Milan (29. října 2018) | Konečný žebříček Emirates ATP Race to Milan (29. října 2018) |
| Poř.                                                         | ATP                                                          | hráč                                                         | body                                                         | posun                                                        | turnajů                                                      | rok narození                                                 |
| ------------------------------------------------------------ | ------------------------------------------------------------ | ------------------------------------------------------------ | ------------------------------------------------------------ | ------------------------------------------------------------ | ------------------------------------------------------------ | ------------------------------------------------------------ |
| 1.                                                           | 5.                                                           | Alexander Zverev (GER)                                       | 5 085                                                        | ▬                                                            | 20                                                           | 1997                                                         |
| 2.                                                           | 16.                                                          | Stefanos Tsitsipas (GRE)                                     | 2 095                                                        | ▬                                                            | 30                                                           | 1998                                                         |
| 3.                                                           | 29.                                                          | Denis Shapovalov (CAN)                                       | 1 430                                                        | ▬                                                            | 26                                                           | 1999                                                         |
| 4.                                                           | 33.                                                          | Alex de Minaur (AUS)                                         | 1 288                                                        | ▬                                                            | 26                                                           | 1999                                                         |
| 5.                                                           | 44.                                                          | Frances Tiafoe (USA)                                         | 1 035                                                        | ▬                                                            | 24                                                           | 1998                                                         |
| 6.                                                           | 49.                                                          | Taylor Fritz (USA)                                           | 969                                                          | ▬                                                            | 27                                                           | 1997                                                         |
| 7.                                                           | 76.                                                          | Andrej Rubljov (RUS)                                         | 715                                                          | ▬                                                            | 21                                                           | 1997                                                         |
| 8.                                                           | 80.                                                          | Jaume Munar (ESP)                                            | 697                                                          | ▬                                                            | 30                                                           | 1997                                                         |
| 9.                                                           | 79.                                                          | Hubert Hurkacz (POL)                                         | 650                                                          | ▲2                                                           | 28                                                           | 1997                                                         |
| Italská divoká karta                                         |                                                              |                                                              |                                                              |                                                              |                                                              |                                                              |
| 114.                                                         | 622.                                                         | Liam Caruana (ITA)                                           | 45                                                           | ▲16                                                          | 20                                                           | 1998                                                         |
| Náhradníci                                                   |                                                              |                                                              |                                                              |                                                              |                                                              |                                                              |
| 10.                                                          | 99.                                                          | Ugo Humbert (FRA)                                            | 579                                                          | ▼1                                                           | 27                                                           | 1998                                                         |
| 11.                                                          | 102.                                                         | Michael Mmoh (USA)                                           | 541                                                          | ▼1                                                           | 27                                                           | 1998                                                         |
| skupina A skupina B náhradník odhlášen                       |                                                              |                                                              |                                                              |                                                              |                                                              |                                                              |

## Přehled závěrečných zápasů

### Mužská dvouhra
Finále
- Stefanos Tsitsipas  vs.  Alex de Minaur, 2–4, 4–1, 4–3(7–3), 4–3(7–3)

Zápas o 3. místo
- Andrej Rubljov vs.  Jaume Munar, 1–4, 4–3(7–4), 2–4, 4–2, 4–3(7–3)